# Даріус Ясявичюс
Даріус Ясявичюс (лит. Darius Jasevičius; 13 травня 1981, Вільнюс) — литовський боксер, призер чемпіонату Європи серед аматорів.

## Аматорська кар'єра
На чемпіонаті світу серед молоді 1998 Даріус Ясявичюс завоював бронзову медаль у легкій вазі, програвши у півфіналі Мігелю Котто (Пуерто-Рико). 
На чемпіонаті Європи 2000 в категорії до 67 кг завоював бронзову медаль.
- В 1/8 фіналу переміг Яхі Шкендера (Македонія) — 5-0
- У чвертьфіналі переміг Артура Зварижа (Польща) — 8-6
- У півфіналі програв Бюленту Улусой (Туреччина) — 1-6

На чемпіонаті світу 2001 програв у другому бою.